# St.-Helena-Sturmvogel
Der St.-Helena-Sturmvogel (Bulweria bifax) ist eine ausgestorbene Seevogelart aus der Familie der Sturmvögel (Procellariidae). Er war auf der Insel St. Helena endemisch. Der Artname bifax bedeutet „zweigesichtig“ und bezieht sich auf die Tatsache, dass das fossile Material sowohl Ähnlichkeiten mit der Gattung Bulweria als auch mit der Gattung Pterodroma aufweist.

## Merkmale
Der Holotypus ist ein nahezu vollständiger Tarsometatarsus, der im Juni 1971 von Storrs Lovejoy Olson in den Pleistozänablagerungen im äolischen Kalksand nahe Sugerloaf Hill entdeckt wurde. Die Gesamtlänge des Tarsometatarsus beträgt 24,9 mm, die Breite durch die Gelenkrolle (Trochlea) 4,7 mm, die Tiefe durch die Gelenkrolle 3,5 mm, die Schaftbreite am Mittelpunkt 2,3 mm, die Schafthöhe am Mittelpunkt 2,0 mm. Die Farbe des Knochens ist weiß mit dunklen Wellenzeichnungen. Das als Paratypen gekennzeichnete Material, das zum Teil bereits 1963 von Philip Ashmole entdeckt wurde, umfasst eine Reihe von Oberarmknochen, Ulnae, Radii, Carpometacarpi, Coracoids, Oberschenkelknochen, Tibiotarsi und Tarsometarsi. Der St.-Helena-Sturmvogel hatte eine ähnliche Größe wie der Jouanin-Sturmvogel (Bulweria fallax), der eine Körperlänge von 31 cm erreicht. Der Tibiotarsus ist relativ kurz und schwer. Der Tarsometatarsus ist charakteristisch für die Gattung Bulweria, die Flügelelemente sind jedoch kürzer und schwerer als beim Jouanin-Sturmvogel. Die relativ langen und dünnen Oberarmknochen unterscheiden Bulweria bifax von der Gattung Pterodrama, insbesondere vom Cooksturmvogel (Pterodroma cooki), vom Steijneger-Sturmvogel (Pterodroma longirostris) und vom Weißflügel-Sturmvogel (Pterodroma leucoptera), bei denen die Oberarmknochen kurz und schwer sind.

## Aussterben
Der Rückgang des St.-Helena-Sturmvogels zeigt sich an der abnehmenden Präsenz von subfossilem Material in den jüngeren Ablagerungsschichten. Dies veranlasste Storrs L. Olson zu der Vermutung, dass der St.-Helena-Sturmvogel wohl erst im Holozän ausstarb, als gegen 1502 die Besiedelung von St. Helena begann.